# Volleyball Thailand League (femminile)
La Volleyball Thailand League è la massima serie del campionato thailandese di pallavolo femminile: al torneo partecipano otto squadre di club thailandesi e la squadra vincitrice si fregia del titolo di campione di Thailandia.

## Albo d'oro
| Anno             | Podio             | Podio             | Podio             |
| Campione         | Seconda           | Terza             |                   |
| ---------------- | ----------------- | ----------------- | ----------------- |
| 2005-06 Dettagli | Nakhon Ratchasima | Kathu Phuket      | Idea Khonkaen     |
| 2006-07 Dettagli | Nakhon Ratchasima | -                 | -                 |
| 2007-08 Dettagli | Idea Khonkaen     | Nakornnonthaburi  | Nakhon Ratchasima |
| 2008-09 Dettagli | King-Bangkok      | Ayutthaya         | Nakornnonthaburi  |
| 2009-10 Dettagli | Ayutthaya         | Idea Khonkaen     | Nakhon Ratchasima |
| 2010-11 Dettagli | Kathu Phuket      | Ayutthaya         | Nakhon Ratchasima |
| 2011-12 Dettagli | Nakornnonthaburi  | Supreme Chonburi  | Kathu Phuket      |
| 2012-13 Dettagli | Idea Khonkaen     | Nakornnonthaburi  | Nakhon Ratchasima |
| 2013-14 Dettagli | Nakhon Ratchasima | Sisaket           | Ayutthaya         |
| 2014-15 Dettagli | Bangkok Glass     | Ayutthaya         | Idea Khonkaen     |
| 2015-16 Dettagli | Bangkok Glass     | Supreme Chonburi  | Nakhon Ratchasima |
| 2016-17 Dettagli | Supreme Chonburi  | Bangkok Glass     | Nakhon Ratchasima |
| 2017-18 Dettagli | Supreme Chonburi  | Nakhon Ratchasima | Bangkok Glass     |

## Palmarès
| Squadra           | Titolo | Stagione                  |
| ----------------- | ------ | ------------------------- |
| Nakhon Ratchasima | 3      | 2005-06, 2006-07, 2013-14 |
| Idea Khonkaen     | 2      | 2007-08, 2012-13          |
| Bangkok Glass     | 2      | 2014-15, 2015-16          |
| Supreme Chonburi  | 2      | 2016-17, 2017-18          |
| King-Bangkok      | 1      | 2008-09                   |
| Ayutthaya         | 1      | 2009-10                   |
| Kathu Phuket      | 1      | 2010-11                   |
| Nakornnonthaburi  | 1      | 2011-12                   |